# EC 1.5.4
La EC 1.5.4 è una sotto-sottoclasse della classificazione EC relativa agli enzimi. Si tratta di una sottoclasse delle ossidoreduttasi che include enzimi che agiscono su donatori di elettroni con gruppi CH-NH utilizzando un disolfuro come accettore.

## Enzimi appartenenti alla sotto-sottoclasse
| numero EC  | nome accettato            |
| ---------- | ------------------------- |
| EC 1.5.4.1 | pirimidodiazepina sintasi |